# Ernest Paul
Ernest Paul (Villotte-sur-Ource, 5 december 1881 - Saint-Gatien-des-Bois, 9 september 1964) was een Frans professioneel wielrenner.

## Biografie
Paul was geboren als Lucien Bottero. Hij was een zogenaamde "zoogbroeder" van de Luxemburgse Tour de France-winnaar François Faber. Net als Faber was ook hij, voordat hij profwielrenner werd, van beroep dokwerker .
Hij was profwielrenner van 1908 tot 1922 en stond acht maal aan de start van de Ronde van Frankrijk. Hij bereikte zeven maal de finish in Parijs en behaalde zowel in de Tour van 1909 als ook in 1910 een etappeoverwinning. Hij noteerde drie maal een top-10 klassering in het eindklassement, zijn beste prestatie leverde hij in 1909 met een zesde plaats. In 1922 reed hij zijn laatste Tour op een leeftijd van ruim 40 jaar, een record voor de historie van de Tour.

## Overwinningen en andere ereplaatsen
1908
- 3e in de 1e etappe Ronde van Frankrijk
- 3e in Parijs-Lille

1909
- 3e in Parijs-Tours
- 1e in de 7e etappe Ronde van Frankrijk
- 2e in de 8e etappe Ronde van Frankrijk

1910
- 1e in de 11e etappe Ronde van Frankrijk
- 3e in de 13e etappe Ronde van Frankrijk
- 3e in de 14e etappe Ronde van Frankrijk
- 2e in de 15e etappe Ronde van Frankrijk

1911
- 3e in Parijs-Brest-Parijs

1919
- 3e in Nice-Annot-Nice

## Resultaten in voornaamste wedstrijden
| Jaar | Ronde van Italië | Ronde van Frankrijk | Ronde van Spanje |
| ---- | ---------------- | ------------------- | ---------------- |
| 1908 |                  | 18e                 |                  |
| 1909 |                  | 6e (1)              |                  |
| 1910 |                  | 7e (1)              |                  |
| 1911 |                  | 8e                  |                  |
| 1912 |                  | opgave              |                  |
| 1913 |                  |                     |                  |
| 1914 |                  | 12e                 |                  |
| 1919 |                  |                     |                  |
| 1921 |                  | 27e                 |                  |
| 1922 |                  | 30e                 |                  |

| Jaar | Milaan-San Remo | Parijs-Roubaix | Parijs-Tours | Parijs-Brussel |
| ---- | --------------- | -------------- | ------------ | -------------- |
| 1908 |                 |                |              | 7e             |
| 1909 |                 |                | Brons        | 6e             |
| 1910 |                 | 18e            | 8e           | 8e             |
| 1911 |                 | 16e            |              | 10e            |
| 1912 | 19e             | 15e            |              |                |
| 1913 |                 | 32e            | 40e          | 16e            |
| 1914 |                 | 44e            | 25e          |                |
| 1919 |                 |                | 13e          |                |
| 1921 |                 |                |              |                |
| 1922 |                 |                |              |                |